# حمرية تاهيتية
حمرية تاهيتية (الاسم العلمي:Erythrina tahitensis) هي نوع من النباتات تتبع جنس الحمرية من الفصيلة البقولية.